# Felipe El Debs
Felipe El Debs (São Carlos, 29 de janeiro de 1985) é um enxadrista brasileiro que obteve o título de Grande Mestre Internacional em 2010.

## Carreira
A norma decisiva para o título de GM foi obtida no Memorial Wanderley Cason de Melo (Canarinho), realizado de 16 a 24 de janeiro de 2010, na cidade de Campinas. El Debs finalizou o torneio invicto com nove pontos em treze possíveis, conquistando a medalha de prata e tendo vencido dois dos cinco GMs que participaram do evento. O desempenho de El Debs resultou em uma pontuação FIDE de 2.500 pontos.
No Campeonato Brasileiro Sub-20, no qual conquistou o título de Mestre FIDE, El Debs sagrou-se campeão com inéditos 100% de aproveitamento.
Em 2019, foi campeão do Torneio Aberto do Brasil realizado em Niterói.
Participou da Copa do Mundo de Xadrez de 2017, sendo derrotado na primeira fase eliminatória pelo polonês Radosław Wojtaszek.